# Saison 2010-2011 du Racing Club de Lens
Maillots
Dernière mise à jour : 16 mai 2011.
Chronologie
Saison précédente Saison suivante
La saison 2010-2011 du Racing Club de Lens, qui a débuté officiellement le 7 août 2010 et s'est terminé le 29 mai 2011, est la deuxième saison consécutive du club dans l'élite du football français, assurée de le revoir le 27 avril 2010. Cette saison est aussi la cinquante-septième des lensois en première division, connue pour la première fois en 1937.
Les joueurs ont repris l'entraînement le 25 juin 2010 à la Gaillette et ont effectué deux stages d'avant-saison : l'un au Touquet du 28 juin au 3 juillet qui s'est conclu par un match amical contre Charleroi et l'autre en Autriche, à Velden am Wortherfee, du 17 au 27 juillet,. Cette dernière destination est d'ailleurs choisie par les dirigeants sur recommandation des organisateurs du stage à Malaga de la saison dernière, jugé de qualité par le RC Lens.
La saison s'est soldée sur une logique 19e place et la relégation du RC Lens en Ligue 2, trois ans après la précédente. Relégables durant pratiquement la totalité de cet exercice, les lensois ont accumulé problèmes de jeu et de comportement, et se sont vus sanctionnés par la descente à deux journées du terme du championnat.

## Histoire

### Pré-saison

#### Un mercato peu agité, mais qui s'accélère vers la fin août
Avant les départs et les arrivées de nouveaux joueurs, c'est l'entraîneur Jean-Guy Wallemme qui devrait être prolongé pour cette saison, ayant mené l'équipe lensoise vers son objectif principal : le maintien,. Cette saison 2010-2011 devrait être également celle de jeunes néo-professionnels comme Birane Ba, Anthony Rogie ou Abdelhakim Omrani. Le 29 mai, le jeune joueur d'Alfortville Zakarya Bergdich signe un contrat d'un an avec une année en option.
Au niveau de l'encadrement technique, Dominique Cuperly annonce son départ pour « raisons personnelles », et est remplacé par Jacques Santini, qui signe un contrat de deux ans,.

#### De bons matches de préparation
Contrairement aux saisons précédentes, le RC Lens affronte en matches amicaux des clubs des quatre coins de l'Europe, comme l'équipe allemande du FC Cologne ou le club espagnol de l'Athletic Bilbao, et plus seulement des équipes belges ou de la région, même si cette « tradition » perdure toujours. Ces clubs de milieu de tableau européen remplacent cette année les gros calibres français qu'étaient Marseille et Lyon en 2009, ou encore Auxerre en 2008. Comme depuis deux années, le stade Bollaert accueille le dernier match de pré-saison, qui oppose cette fois-ci Lens à un club étranger, tout droit venu du Pays basque et de Bilbao.
Le 3 juillet 2010, les Lensois concluent leur stage au Touquet par un premier match amical face au Royal Charleroi, treizième du dernier championnat belge. Avec un onze de départ largement remanié et composé en grande partie de jeunes, Lens fait jeu égal avec les Carolos, mais laisse filer le match en fin de partie sur pénalty, malgré le but de Sébastien Roudet, le premier de la saison. Une semaine plus tard, contre Boulogne, les Sang et Or maîtrisent totalement leur rencontre, et s'imposent sur le score de quatre à zéro, avec notamment un doublé de Toifilou Maoulida. À Mouscron contre Waregem et à Avion face à Valenciennes, Jean-Guy Wallemme commence à installer l'équipe type de la saison précédente. Les Artésiens prennent alors le jeu à leur compte, et gagnent par un et deux buts d'écart.

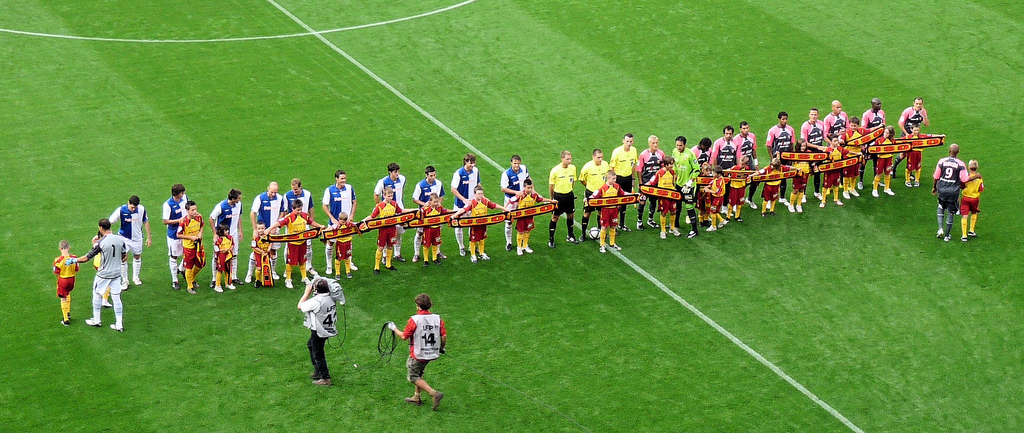
Présentation des équipes : Lens – Bilbao, le 31 juillet.

Partis en Autriche pour dix jours, du 17 au 27 juillet, les lensois y affrontent les Allemands du FC Cologne. Dominateurs en début de rencontre, les joueurs rhénans sont tous proches d'ouvrir le score, mais butent à chaque fois sur Hamdi Kasraoui. Alors que le match est assez engagé, un incident banal finit en bagarre, et c'est logiquement que l'arbitre autrichien du soir, Manfred Krassnitzer, expulse les deux « acteurs » de ce fait de jeu, Kevin McKenna et Alaeddine Yahia. Au retour des vestiaires, Cologne continue de pousser, et marque finalement à l'heure de jeu par Youssef Mohamad. Ne s'étant pourtant créés aucune occasion franche, les Sang et Or réagissent deux minutes plus tard, et recollent au score. Lors du dernier quart d'heure, Jean-Guy Wallemme décide de donner un coup de jeune à son attaque, qui parvient à donner l'avantage à Lens en fin de match. Le Racing conclut ainsi son stage de préparation estivale par une quatrième victoire d’affilée. De retour dans le Nord, les Lensois accueillent le plus gros de leurs six adversaires amicaux, l'Athletic Bilbao. Face à une équipe solide, les lensois subissent, et cèdent dès la vingt-et-unième minute sur une erreur de passe de Marco Ramos, qui envoie Markel Susaeta tromper le portier nordiste. Plus conquérants en seconde période, les Sang et Or multiplient les frappes, mais se font surprendre contre le cours du jeu, puis ne parviennent pas à revenir à la marque. Finalement, Lens clôture son mois de préparation avec quatre victoires et deux défaites, en ayant marqué dix fois et encaissé cinq buts.

### Un début de saison difficile
Pour le premier match de l'édition 2010-2011 de la Ligue 1, le calaisien Romain Barras, décathlonien médaillé d'or aux Championnats d'Europe d'athlétisme 2010, est invité pour donner le coup d'envoi fictif. Contre Nancy, Lens est privé de plusieurs de ses cadres, comme Samba Sow ou Éric Chelle, suspendus, et Vedran Runje, blessé aux adducteurs. Dans un match assez fermé, ce sont les nancéiens qui marquent les premiers, et qui sont proches de doubler le score. Après l'heure de jeu, Jean-Guy Wallemme voit son coaching récompensé, les deux entrants Henri Bedimo et Razak Boukari étant à l'origine de l'égalisation lensoise. Une fois la bandelette de Toifilou Maoulida – le premier buteur du club en match officiel – sortie, Lens commence à se ruer à l'attaque, mais s'expose aux contres de l'ASNL, fatals à la quatre-vingt-troisième minute. Loin d'abdiquer, les Sang et Or poursuivent leur domination, et obtiennent en toute fin de match un penalty, manqué par Issam Jemâa. Ils démarrent donc cette saison difficilement, concédant déjà une défaite à domicile.

### László Bölöni, nouvel entraîneur, emmène ses joueurs en Espagne et fait ses débuts à Paris

Le onze de départ type lensois.

Après le match de Bordeaux, Jean-Guy Wallemme propose sa démission, acceptée quelques jours plus tard par Gervais Martel. Le 2 janvier 2011, lors d'une conférence de presse, le président annonce la venue au club du Roumain László Bölöni. Passé par Nancy, Rennes et Monaco, il signe un contrat de deux ans et demi. Le poste avait précédemment été proposé à Jacques Santini, qui l'avait refusé. Bölöni nomme Georges Tournay au poste d'adjoint, et confie à Jean-Pierre Lauricella l'entraînement des gardiens.
Deux jours plus tard, le nouvel entraîneur du Racing emmène vingt-quatre joueurs en Espagne, à Jerez de la Frontera (Xérès en français). Dès les premières séances, Bölöni impose sa rigueur, et base ses entraînements sur le travail physique. Le 5 janvier, les lensois se livrent à un véritable test, contre le leader incontesté de la Bundesliga, le Borussia Dortmund. Sur la pelouse de Montecastillo, les Sang et Or tiennent le choc,, et reviennent au score à deux reprises, grâce à Alaeddine Yahia et Steven Joseph-Monrose. Moins de quarante-huit heures plus tard, les Sang et Or font leur retour en France, et se posent directement à Paris. Opposés au PSG en Coupe de France, équipe en pleine forme avant la trêve, ils s'en sortent plutôt bien en première mi-temps, avant de s'effondrer en dix minutes au retour des vestiaires, et subissent finalement la loi des parisiens, auteurs de cinq buts. Éliminé dès son entrée dans la compétition, Lens n'a alors plus que le championnat pour rythmer sa saison.

### Lens redémarre, et sort enfin de la zone rouge

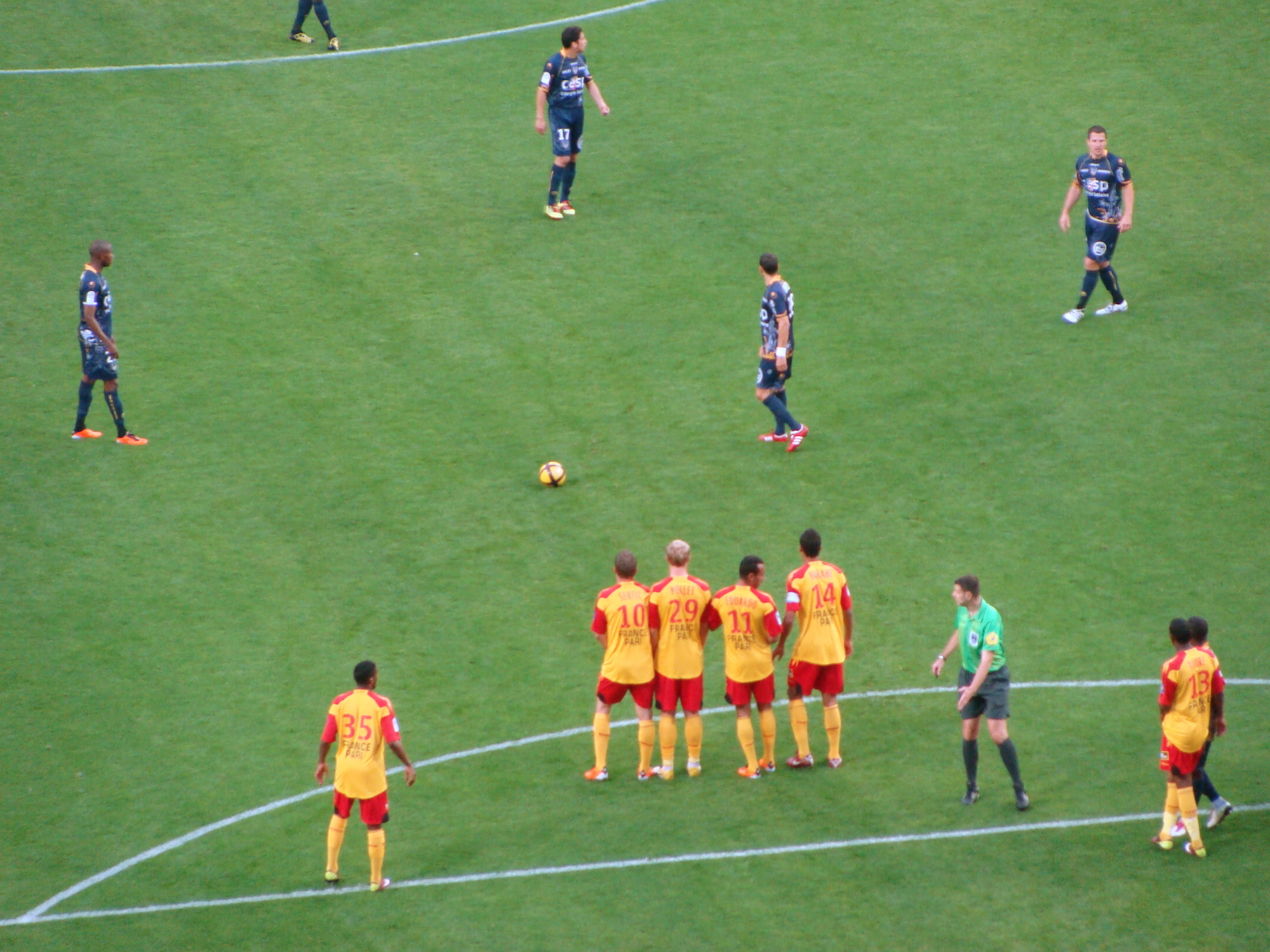
Arles-Avignon ne remporte qu'un seul match à l'extérieur de toute la saison, c'est à Lens

## Les joueurs et le club

### Effectif professionnel
L'effectif professionnel de la saison 2010-2011 du Racing Club de Lens, entraîné par László Bölöni et ses adjoints Georges Tournay et Christophe Delmotte, comporte au total vingt-sept joueurs, dont huit internationaux séniors et huit formés au club. Jean-Pierre Lauricella, ancien gardien de but, peut compter lors de ses séances d'entraînement sur deux portiers expérimentés, Vedran Runje et Hamdi Kasraoui, et sur un jeune nordiste, Samuel Atrous.
Adil Hermach est le joueur le plus ancien de l'effectif professionnel, présent depuis la saison 2004-2005. Au contraire, Franck Queudrue, libre de tout contrat et qui avait quitté le club en 2001, l'a intégrée le plus récemment, en septembre 2010.
Note : Les numéros 12 et 17 ont été retirés par le club. En effet, le 12 représente le public lensois et le 17 le numéro que portait Marc-Vivien Foé, mort subitement le 26 juin 2003.

### Encadrement technique
En 2010-2011, Jean-Guy Wallemme effectue sa troisième saison à la tête de l'effectif professionnel du RC Lens. Ayant mené l'équipe lensoise vers son objectif principal, le maintien, son contrat – qui arrivait à terme en juin 2010 – est en effet prolongé de deux ans (dont une année en option) par les dirigeants du club. Pour l'aider dans sa tâche, trois adjoints sont sous ses ordres. Jacques Santini, nouvellement arrivé, remplace Dominique Cuperly, parti pour des « raisons personnelles »,. Colbert Marlot, ancien entraîneur des moins de seize ans et de la réserve, entame lui sa cinquième saison en tant qu'adjoint, alors que Christophe Delmotte est arrivé en même temps que Wallemme. Delmotte voit d'ailleurs son rôle évoluer vers l'observation des futurs adversaires de l'équipe, et a aussi en charge la coordination des relations entre les réservistes et les professionnels. Michel Ettorre s'occupe pour la troisième saison consécutive des gardiens du club. Frédéric Mankowski, frère du nouveau sélectionneur des moins de dix-huit ans français, est le préparateur physique lensois, alors que Jean-Marc Laborderie est le responsable médical du club.
Dans le domaine administratif, Gervais Martel est le président du RC Lens depuis le 24 août 1988. Daniel Leclercq est le directeur sportif, Georges Tournay le responsable de la formation et Marc Westerloppe le responsable du recrutement.

### Transferts

#### Mercato d'été
| Départ/Arrivée        | Type de transfert     | Date                  | Prix      | Durée | Nom                   | Provenance / Destination      |
| --------------------- | --------------------- | --------------------- | --------- | ----- | --------------------- | ----------------------------- |
| Arrivées              | Retour de prêt        | 30 juin               |           |       | Aruna Dindane         | Portsmouth FC (D2)            |
| Arrivées              | Retour de prêt        | 30 juin               |           |       | Geoffrey Doumeng      | FC Tours (D2)                 |
| Arrivées              | Retour de prêt        | 30 juin               |           |       | Issam El Adoua        | FC Nantes (D2)                |
| Arrivées              | Retour de prêt        | 30 juin               |           |       | Kévin Goeman          | SV Zulte Waregem (D1)         |
| Arrivées              | Retour de prêt        | 30 juin               |           |       | Steven Joseph-Monrose | LB Châteauroux (D2)           |
| Arrivées              | Retour de prêt        | 30 juin               |           |       | Sidi Keïta            | Xerez CD (D2)                 |
| Arrivées              | Retour de prêt        | 30 juin               |           |       | Fabien Laurenti       | LB Châteauroux (D2)           |
| Arrivées              | Retour de prêt        | 30 juin               |           |       | David Pollet          | Paris FC (D3)                 |
| Arrivées              | Prêt                  | 30 août               |           | 1 an  | Grégory Sertic        | Girondins de Bordeaux (D1)    |
| Arrivées              | Transfert définitif   | 1 juillet             | 0 € (f.c) | 1 an  | Zakarya Bergdich      | UJA Alfortville (D4)          |
| Arrivées              | Transfert définitif   | 27 septembre          | 0 € (f.c) | 2 ans | Franck Queudrue       | Birmingham FC (D1)            |
| Total (11 mouvements) | Total (11 mouvements) | Total (11 mouvements) | 0 €       |       |                       |                               |
| Départs               | Prêt                  | 1 juillet             |           | 1 an  | Mehdy Guezoui         | Chamois niortais (D3)         |
| Départs               | Prêt                  | 1 juillet             |           | 1 an  | William Rémy          | US Créteil (D3)               |
| Départs               | Prêt                  | 15 juillet            |           | 1 an  | Dejan Milovanović     | Étoile rouge de Belgrade (D1) |
| Départs               | Prêt                  | 30 août               |           | 1 an  | Kévin Monnet-Paquet   | FC Lorient (D1)               |
| Départs               | Transfert définitif   | 1 juillet             | 3 M€      | 3 ans | Aruna Dindane         | Lekhwiya SC (D1)              |
| Départs               | Transfert définitif   | 21 juillet            | 0 € (f.c) | 3 ans | Fabien Laurenti       | AC Arles-Avignon (D1)         |
| Départs               | Transfert définitif   | 28 août               | 0 € (f.c) | 3 ans | Romain Sartre         | Tours FC (D2)                 |
| Départs               | Transfert définitif   | 30 août               | 315 000 € | 3 ans | Issam El Adoua        | Qadsia SC (D1)                |
| Total (8 mouvements)  | Total (8 mouvements)  | Total (8 mouvements)  | 3.315 M€  |       |                       |                               |

#### Mercato d'hiver
| Départ/Arrivée       | Type de transfert    | Date                 | Prix   | Durée | Nom           | Provenance / Destination |
| -------------------- | -------------------- | -------------------- | ------ | ----- | ------------- | ------------------------ |
| Arrivée              |                      |                      |        |       |               |                          |
| Total (0 mouvement)  | Total (0 mouvement)  | Total (0 mouvement)  | ? €    |       |               |                          |
| Départ               | Transfert définitif  | 3 janvier            | 5 M€   | 4 ans | Razak Boukari | Stade rennais (D1)       |
| Départ               | Transfert définitif  | 15 janvier           | 1.5 M€ | 2 ans | Marco Ramos   | SC Braga (D1)            |
| Total (2 mouvements) | Total (2 mouvements) | Total (2 mouvements) | 6.5 M€ |       |               |                          |

### Sponsors
Le Racing Club de Lens est habillé pour la deuxième année consécutive par Reebok, propriété de l'allemand Adidas. La marque américaine avait signé un contrat de cinq ans en 2009, son premier avec un club de football français.
Cette saison, le partenaire principal du RC Lens reste Invicta, entreprise française spécialisée dans le chauffage au bois et présente sur le maillot depuis 2007. Avec la légalisation de la publicité pour les sites de paris en ligne, France Pari s'engage avec le club.
 (novembre 2010).
Les sponsors, Partenaires, figurants sur le maillot de la saison 2010-2011 :
- INVICTA France (Chauffage, poêles à bois)
- SIMPLY MARKET (Distribution)
- MC CAIN (Alimentaire)
- OPTEX (Électronique)
- REGION NORD PAS DE CALAIS (Soutien de la région aux clubs de celle-ci)
- ALLIANZ (Assurances)
- FRANCE PARI (Site de paris en ligne)
- ORANGE (Opérateur téléphonique)

## Statistiques

### Classements

#### Généraux

##### Classement général
| Rang | Équipe               | Pts | J  | G  | N  | P  | Bp | Bc | Diff |
| ---- | -------------------- | --- | -- | -- | -- | -- | -- | -- | ---- |
| 16   | Stade brestois       | 46  | 38 | 11 | 13 | 14 | 36 | 43 | -7   |
| 17   | OGC Nice             | 46  | 38 | 11 | 13 | 14 | 33 | 48 | -15  |
| 18   | AS Monaco FC         | 44  | 38 | 9  | 17 | 12 | 36 | 40 | -4   |
| 19   | RC Lens              | 35  | 38 | 7  | 14 | 17 | 35 | 58 | -23  |
| 20   | AC Arles-Avignon (P) | 20  | 38 | 3  | 11 | 24 | 21 | 70 | -49  |

| Légende : Qualifications et relégations | Légende : Qualifications et relégations                      |
| --------------------------------------- | ------------------------------------------------------------ |
|                                         | Ligue des Champions 2011-2012, phase de groupes : 1er et 2e  |
|                                         | Ligue des Champions 2011-2012, tour de barrages : 3e         |
|                                         | Ligue Europa 2011-2012, tour de barrages : 4e                |
|                                         | Ligue Europa 2011-2012, troisième tour de qualification : 5e |
|                                         | Ligue 2 (relégation) : 18e, 19e et 20e                       |
|                                         | (P) : Promu ; (T) : Tenant du titre                          |

Source :  sur le site de la LFP.

Règles de classement : 1. points ; 2. différence de buts ; 3. buts marqués ; 4. différence de buts particulière ; 5. classement du fair-play.

##### Classement de l'attaque
1. Lille OSC : 68 buts marqués
2. Olympique de Marseille : 62 buts marqués
3. Olympique lyonnais : 61 buts marqués

     ...
    17.  RC Lens : 35 buts marqués

##### Classement de la défense
1. Stade Rennais : 35 buts encaissés
2. Lille OSC : 36 buts encaissés
3. Toulouse FC : 36 buts encaissés

     ...
    19.  RC Lens : 58 buts encaissés

#### Journée par journée
| Bilan des matches |    |    |    |    |    |    |    |    |    |    |    |    |    |    |    |    |    |    |    |    |    |    |    |    |    |    |    |    |    |    |    |    |    |    |    |    |    |    |
| Journée           | 01 | 02 | 03 | 04 | 05 | 06 | 07 | 08 | 09 | 10 | 11 | 12 | 13 | 14 | 15 | 16 | 17 | 18 | 19 | 20 | 21 | 22 | 23 | 24 | 25 | 26 | 27 | 28 | 29 | 30 | 31 | 32 | 33 | 34 | 35 | 36 | 37 | 38 |
| Lieu              | D  | E  | D  | E  | D  | E  | D  | E  | D  | D  | E  | D  | E  | D  | E  | D  | E  | D  | E  | D  | E  | D  | E  | D  | E  | E  | D  | E  | D  | E  | D  | E  | D  | E  | D  | E  | D  | E  |
| Résultat          | D  | V  | N  | D  | D  | N  | D  | D  | N  | V  | N  | V  | N  | D  | D  | N  | D  | V  | N  | V  | D  | N  | N  | D  | D  | N  | D  | V  | D  | D  | N  | N  | D  | N  | V  | N  | D  | D  |
| Class.            | 17 | 9  | 9  | 16 | 19 | 18 | 19 | 19 | 19 | 19 | 19 | 19 | 18 | 19 | 19 | 18 | 19 | 17 | 18 | 17 | 18 | 18 | 19 | 19 | 19 | 19 | 19 | 19 | 19 | 19 | 19 | 19 | 19 | 19 | 19 | 19 | 19 | 19 |

Légende :       Relégable ; Gras : Meilleure position

### Classement des buteurs
1. Jemâa : 5 buts
2. Eduardo, Roudet, Hermach : 4 buts
3. Akalé, Boukari[Note 3], Yahia : 3 buts
4. Maoulida, Varane : 2 buts
5. Pollet, Demont : 1 but

### Classement des passeurs
1. Hermach, Bedimo : 4 passes décisives
2. Eduardo, Akalé : 3 passes décisives
3. Maoulida, Roudet : 2 passes décisives
4. Boukari[Note 3], Pollet, Sertic : 1 passe décisive

### Affluences
- Affluence moyenne : 31 452 spectateurs (3e place)
- Plus forte affluence : 40 859 spectateurs (29e journée, Lens - Marseille)
- Plus faible affluence : 27 147 spectateurs (16e journée, Lens - Auxerre)
- Taux de remplissage moyen : 76,28 % (7e place)
- Nombre d'abonnés : 21 037 (provisoire)[34]

Source : Les affluences de Ligue 1 sur le site de la LFP.

### Statistiques diverses

#### Incidence du1erbut
| À domicile : - Lorsque Lens marque le 1er but : - 3 victoires - 2 matches nuls - 1 défaite - Lorsque Lens encaisse le 1er but : - 1 victoire - 1 match nul - 6 défaites | À l'extérieur : - Lorsque Lens marque le 1er but : - 2 victoires - 1 match nul - 0 défaite - Lorsque Lens encaisse le 1er but : - 0 victoire - 3 matches nuls - 7 défaites |

Mis à jour le 10 avril 2011, après Lyon – Lens.

#### «Influence» des arbitres
Mis à jour le 10 avril 2011, après Lyon – Lens.
| Nom                       | Ligue                | Victoire | Match nul | Défaite | Cartons jaunes délivrés | Cartons rouges délivrés |
| ------------------------- | -------------------- | -------- | --------- | ------- | ----------------------- | ----------------------- |
| Wilfried Bien             | Rhône-Alpes          | 0        | 0         | 1       | 1                       | 0                       |
| Silas Billong (Fédéral 3) | Centre-Ouest         | 0        | 1         | 0       | 2                       | 0                       |
| Stéphane Bré              | Bretagne             | 2        | 0         | 1       | 2                       | 0                       |
| Ruddy Buquet              | Picardie             | 0        | 0         | 2       | 4                       | 0                       |
| Alexandre Castro          | Rhône-Alpes          | 0        | 1         | 1       | 2                       | 0                       |
| Tony Chapron              | Rhône-Alpes          | 0        | 0         | 1       | 1                       | 2                       |
| Bruno Coué                | Méditerranée         | 0        | 1         | 2       | 7                       | 0                       |
| Laurent Duhamel           | Normandie            | 0        | 1         | 0       | 1                       | 0                       |
| Antony Gautier            | Nord-Pas-de-Calais   | 0        | 1         | 0       | 2                       | 0                       |
| Lionel Jaffredo           | Bretagne             | 1        | 0         | 0       | 2                       | 0                       |
| Philippe Kalt             | Alsace               | 0        | 0         | 1       | 3                       | 0                       |
| Damien Ledentu            | Languedoc-Roussillon | 0        | 0         | 1       | 1                       | 0                       |
| Philippe Malige           | Languedoc-Roussillon | 0        | 1         | 0       | 3                       | 0                       |
| Sébastien Moreira         | Franche-Comté        | 1        | 1         | 0       | 1                       | 0                       |
| Hervé Piccirillo          | Paris Île-de-France  | 0        | 0         | 1       | 2                       | 0                       |
| Nicolas Rainville         | Languedoc-Roussillon | 0        | 0         | 1       | 3                       | 0                       |
| Olivier Thual             | Aquitaine            | 0        | 0         | 1       | 2                       | 0                       |
| Clément Turpin            | Bourgogne            | 1        | 0         | 0       | 1                       | 0                       |
| Bartolomeu Varela         | Bretagne             | 1        | 2         | 1       | 6                       | 1                       |
| Pascal Vileo              | Aquitaine            | 0        | 1         | 2       | 4                       | 0                       |

## Autres équipes

### Équipe réserve

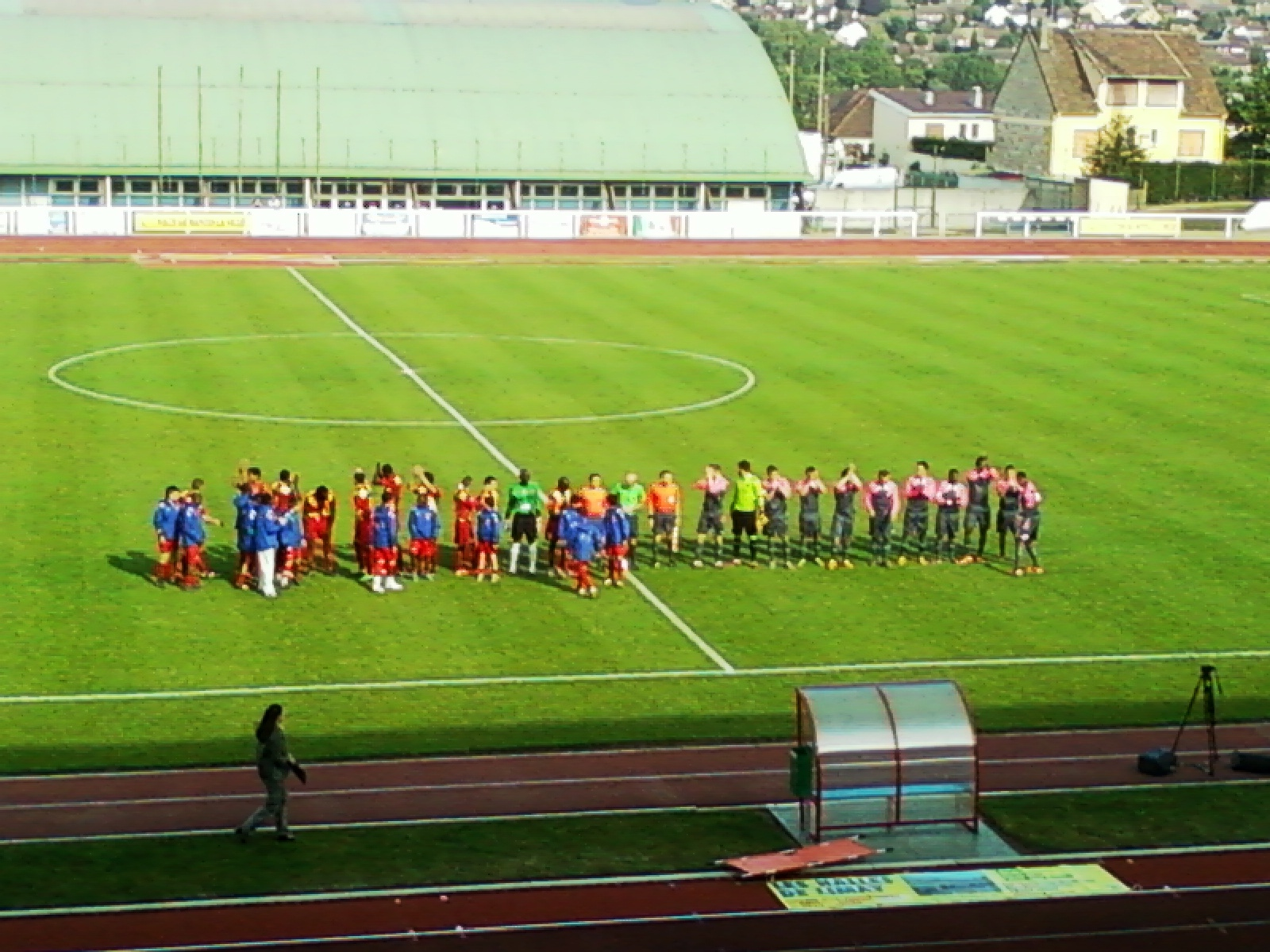
L'équipe réserve (en gris) lors du match contre le FC Mantois 78 du 7 mai 2011

#### Effectif
L'effectif réserve de la saison 2010-2011 du Racing Club de Lens, qui peut être élargi avec la venue de joueurs professionnels ou de moins de dix-neuf ans, est entraîné par Olivier Bijotat. Sa base, constituée en grande partie de jeunes formés à la Gaillette, comporte une vingtaine d'éléments. Zakarya Bergdich, arrivé le dernier en provenance d'Alfortville, est le plus ancien du groupe, tandis que Dylan Deligny, de quatre ans son cadet, est le plus jeune.
Légende :   Appelé chez les professionnels.